# Săcele (okręg Călărași)
Săcele – wieś w Rumunii, w okręgu Călărași, w gminie Tămădău Mare. W 2011 roku liczyła 79 mieszkańców.